# Compsemys
Compsemys is een geslacht van uitgestorven schildpadden uit het Laat-Krijt en Paleoceen van Noord-Amerika en mogelijk Europa. De typesoort is Compsemys victa, benoemd in 1856 door Joseph Leidy op grond van resten uit de Hell Creek-formatie in Montana, holotype MNHN.F.BR 9110. De geslachtsnaam betekent 'bevallige schildpad'.
Een groot aantal verdere soorten is benoemd op basis van vondsten uit de Naciementoformatie van New Mexico, die tegenwoordig worden beschouwd als jongere synoniemen. Compsemys parva is gebaseerd op specimen USNM 6548; Compsemys puercensis op USNM 8544; Compsemys torrejonensis op USNM 8549 en Compsemys vafer op specimen USNM 6551.
Een andere mogelijke soort is Compsemys russelli (in 2012 oorspronkelijk benoemd als Berruchelus), uit afzettingen uit het Paleoceen van Frankrijk. 
De affiniteiten van Compsemys zijn lang onzeker geweest, maar het is onlangs beschouwd als het meest basale lid van de Paracryptodira, ondanks dat de clade voor het eerst verscheen in het Laat-Jura, en soms wordt opgenomen in zijn eigen familie Compsemydidae. Een herziening in 2020 vond Compsemydidae uitgebreider, met ook Riodevemys en Selenemys uit het Laat-Jura van Europa, en Peltochelys uit het Vroeg-Krijt van Europa.
Compsemys was een schildpad van gemiddelde grootte, tot dertig centimeter lang, met een schild bedekt met verhoogde, afgeplatte knobbeltjes, die bij geen enkele andere schildpad worden gezien. Hierdoor kunnen zelfs kleine schildfragmenten worden geïdentificeerd als Compsemys. De schedel lijkt op die van de alligatorschildpad, met een scherp gebogen snavel. Compsemys moet een in het water levende carnivoor zijn geweest. De oudst bekende schildfragmenten die identificeerbaar zijn als Compsemys zijn bekend uit het Santonien van het Laat-Krijt van Noord-Amerika, terwijl Europese overblijfselen pas in het Paleoceen bekend werden. Er wordt gesuggereerd dat Compsemys zich tijdens het Vroeg-Paleoceen via Groenland in Europa heeft verspreid. De morfologie van de schedel suggereert dat Compsemys een hypercarnivore schildpad was die zijn prooi ving door snel de kaken dicht te klappen.